# Huisvesting
Huisvesting is de overkoepelende term voor verschillende typen onderkomens waarin men tijdelijk of permanent onderdak heeft om in te leven, te slapen, te werken of te ontspannen. Alle type woningen, bedrijfsgebouwen, scholen, musea en kantoren vallen hieronder. Daarnaast slaat het op het bieden van dergelijke vormen van onderkomens door bijvoorbeeld gemeentelijke en nationale overheden.

## Verschillende huisvestingvormen

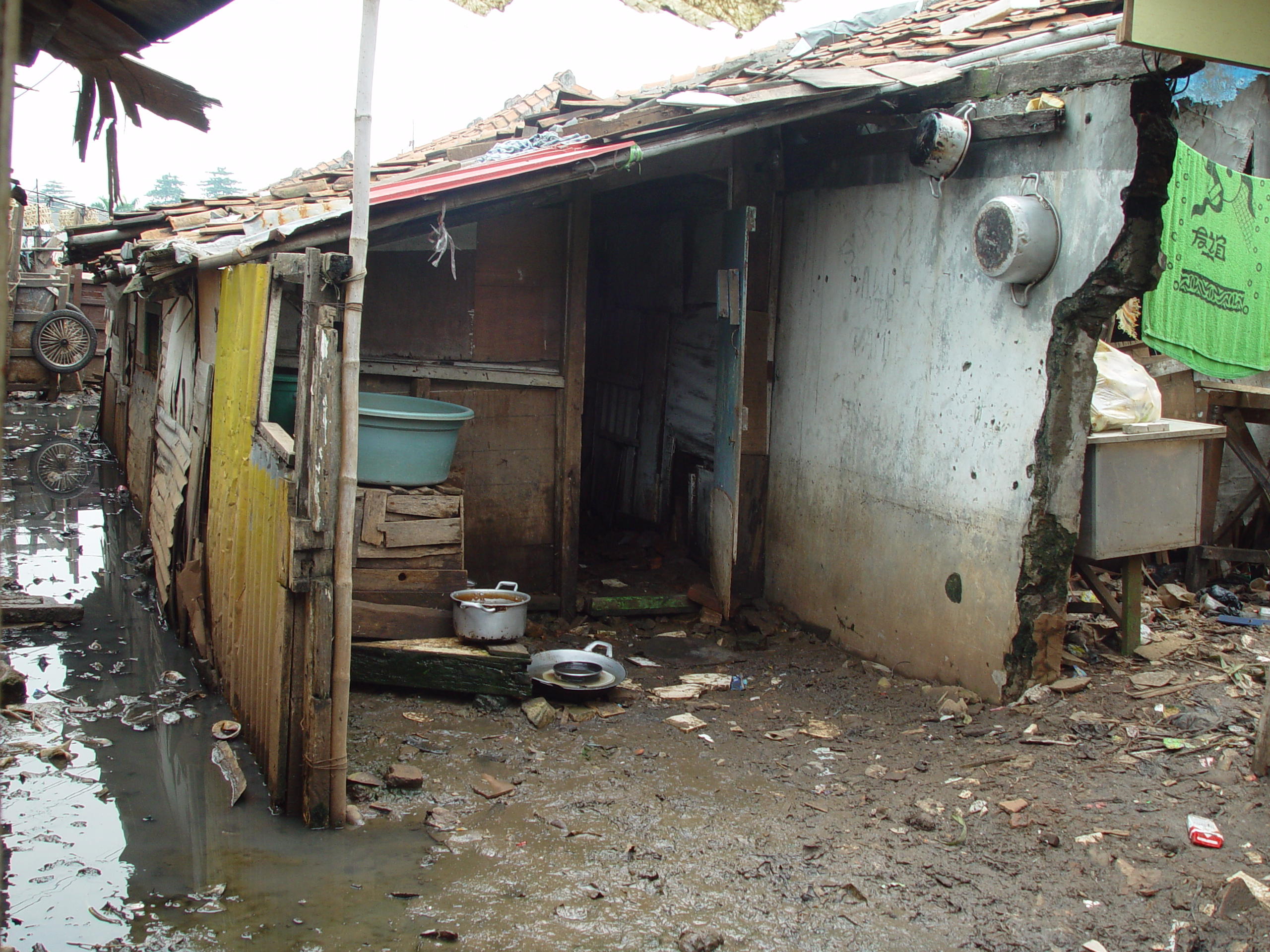
Huisvesting in een sloppenwijk

- Appartement
- Arbeiderswoning
- Boerderij
- Berghut
- Bouwkeet
- Bungalow
- Caravan
- Domus
- Donjon
- Flat
- Galerijflat
- Grot
- Huis
- Iglo
- Klooster
- Kolchoz
- Plaas
- Portiekwoning
- Semi-bungalow
- Studentenflat
- Tent
- Villa
- Wigwam
- Woning
- Woningwetwoning
- Woonboot
- Woonwagen

## Huisvestingswet 2014

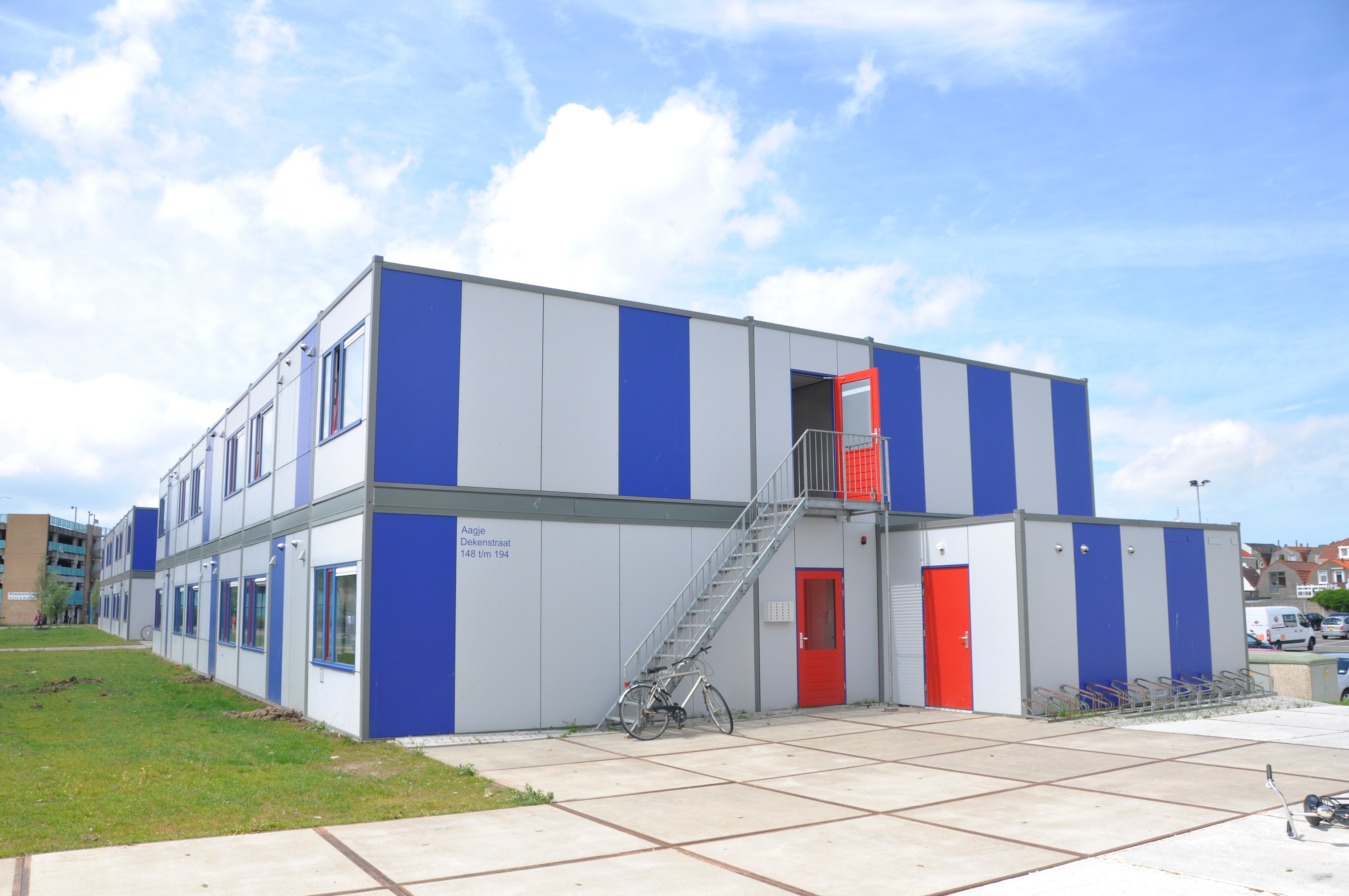
Tijdelijke huisvesting in Vlissingen

De Huisvestingswet 2014 stelt regels met betrekking tot de verdeling van woonruimte en de samenstelling van de woonruimtevoorraad. De wet verleent bevoegdheden aan gemeenten om nadere regels te stellen indien schaarste aan woonruimte leidt tot onrechtvaardige of onevenwichtige effecten op de woningmarkt (art. 2, eerste lid). Deze gemeentelijke regels dragen de naam huisvestingsverordening (art. 4 Hw). Schaarste in de hogere segmenten van de woningmarkt is geen reden voor overheidsingrijpen.

### Huisvestingsvergunning
In de op de Huisvestingswet gebaseerde Huisvestingsverordening, kan een gemeente of groep van gemeenten categorieën van woonruimte aanwijzen, die niet voor bewoning in gebruik mogen worden genomen of gegeven indien voor het in gebruik nemen daarvan geen huisvestingsvergunning is verleend. Bij het verlenen van huisvestingsvergunningen kan voorrang gegeven worden op basis van passendheid van de woning voor de woningzoekende (art. 11), urgentie (art. 12) of maatschappelijke en economische binding (art. 14).

### Voorraadvergunning
Ook kan de gemeenteraad in de huisvestingsverordening bepaalde categorieën woningen en bepaalde wijken aanwijzen als woonruimtevoorraad, waar bepaalde veranderingen door eigenaren verboden zijn zonder vergunning, de voorraadvergunning (art. 21 Hw e.v.). Vergunningplichtig is de situatie dat een eigenaar woonruimte uit de door de gemeente aangewezen woonruimtevoorraad aan de bestemming wonen onttrekt (art. 21 onder a, woningonttrekking); samenvoegt met andere woonruimte (art. 21 onder b, samenvoeging ); omzet van zelfstandige woonruimte in onzelfstandige woonruimte (art 21 onder c, omzetting) of splitst (art. 21 onder c en art. 22, splitsing). Gemeenten kunnen slechts een deel van de plaatselijke woonruimte afbakenen als woonruimtevoorraad, de afbakening moet zijn gericht op het voorkomen van schaarste in de lagere segmenten van de woningmarkt en verslechtering van de leefbaarheid en in buurt.
In meerdere gemeenten worden op basis hiervan regels gesteld aan zogenaamde toeristische verhuur van woonruimte die vaak via digitale platformen als airbnb en booking plaatsvindt. Door deze manier van exploitatie zijn in korte tijd veel woningen van de woningmarkt verdwenen wat tot een toenemende krapte heeft geleid, met name aan woonruimte voor de lagere en middeninkomens. De Tweede Kamer heeft november 2019 een wetsvoorstel in behandeling genomen tot wijziging van de Huisvestingswet 2014 om te kunnen voorzien in een meer omvangrijke regeling voor toeristische verhuur. Daarbij kunnen gemeenten een registratie-, meld- of vergunningplicht instellen voor de toeristische verhuur van woonruimte.
Volgens vaste rechtspraak van de Afdeling bestuursrechtspraak van de Raad van State zijn gemeenten niet bevoegd andere uitzonderingsbepalingen op te stellen dan die gegeven in artikel 21 Huisvestingswet onder a en b, evenmin zijn gemeenten bevoegd eigen vrijstellingsbepalingen op de voorraadvergunningplicht te maken, zoals de gemeente Amsterdam deed in haar Huisvestingsverordeningen 2016 en 2020. Wel kan bij het opleggen van boetes op grond van artikel 35 eigen beleid worden ontwikkeld en voor verschillende categorieën van gevallen, verschillende boetes worden opgelegd. Verder bepaalde de hoogste bestuursrechter dat sprake is van woningonttrekking bij elke vorm van toeristische verhuur, ook voor korte duur en dat geen sprake van woningonttrekking bij verhuur van gemeubileerde woonruimte voor een periode van een halfjaar of langer. Gemeenten kunnen eigen regels voor verlening en behoud van vergunningen geven, eigen definities opstellen wanneer sprake is van bijvoorbeeld verkamering van een woning en een eigen handhavingsbeleid voeren.

### Opkoopbescherming
De Wet van 7 juli 2021 tot wijziging van de Huisvestingswet 2014, de Woningwet, Boek 7 van het Burgerlijk Wetboek en de Overgangswet nieuw Burgerlijk Wetboek naar aanleiding van de evaluatie van de herziene Woningwet en om de mogelijkheden voor tijdelijke huurovereenkomsten te verruimen geeft onder meer gemeenten de mogelijkheid om de kopers van bepaalde woningen te verplichten er zelf in te gaan wonen. Bij inwerkingtreding van de wet werd het hoofdstuk 'Tijdelijke regeling inzake opkoopbescherming' met daarin de artikelen 39 tot en met 45 aan de Huisvestingswet 2014 toegevoegd. De wet trad op 1 januari 2022 in werking.

## Volkshuisvesting, Woningwet
Aan het begin van de twintigste eeuw trokken veel arme plattelandsbewoners naar de steden om daar eenvoudig betaald werk te verrichten. De huisvesting was vaak slecht en het werd tegen het eind van de negentiende eeuw als opgave van de overheid gezien, deze toestand in het algemeen belang te verbeteren. Zo ontstond het begrip Volkshuisvesting.
Op basis van Woningwet, het Besluit toegelaten instellingen volkshuisvesting 2015 en de Regeling toegelaten instellingen volkshuisvesting 2015 gelden er regels voor woningcorporaties. Deze regels hebben onder meer betrekking op het passend toewijzen van de woonruimte aan woningzoekenden op basis van hun huishoudinkomen.